# 네프리그
네프리그(ネプリーグ)는 후지테레비에서 2003년 4월 16일부터 방송하던 퀴즈 프로그램이자 토크쇼프로그램이다.